# Imigração letã no Brasil
O Brasil tem um número estimado de cerca de vinte e cinco mil letões e descendentes próximos, que formariam a maior comunidade da América do Sul e uma das maiores fora da Letônia.

## Antecedentes
As origens da imigração letã no Brasil podem ser atribuídas à publicação, a partir de 1889, no país europeu, de notícias e textos sobre a nação americana , por parte de letões que já haviam estado no Brasil e descreveram positivamente o que viram nele, tanto sobre a natureza quanto sobre as colônias de imigrantes europeus que visitaram na região sul.

## História
Os primeiros imigrantes letões (ou "letos", como eram conhecidos antigamente) chegaram ao Brasil no fim do século XIX, mais especificamente em 1890, motivados pela difícil situação econômica de sua terra natal, então parte do Império Russo. Entre outros fatores que motivaram sua vinda e dos grupos que viriam posteriormente estavam a falta de liberdade religiosa, as limitações no uso do seu próprio idioma, a dominação política russa e econômica (que impedia o acesso à terra) por parte de alemães, assim como a obrigação de prestar serviço militar por longos anos, até sete.

Esses primeiros colonos se dedicaram à agricultura, em colônias fundadas em Santa Catarina (a primeira foi a do Rio Novo, hoje parte de Orleans) e no Rio Grande do Sul, sendo a pioneira neste estado a de Ijuí. Entre outros lugares em que se estabeleceram se pode citar no caso catarinense Guaramirim (distrito de Jacu-Açu) e Urubici. Outros imigrantes letões formaram parte, ainda no começo do século XX (os primeiros chegaram em 1906), do núcleo colonial que se tornou o hoje município de Nova Odessa, próximo a Campinas. Eles eram parte de um grupo de colonos russos, sendo que naquela época migravam com aquela cidadania, pelo que é difícil estimar quantos milhares de letões vieram ao Brasil nesse período. Vieram tanto das colônias que já estavam estabelecidas no sul do Brasil, e que formaram parte da já citada primeira onda, que chegou em 1890 e se dedicava à agricultura, sendo majoritariamente batistas, quanto, em maiores números, diretamente da Europa, sendo este segundo grupo de luteranos. Até o começo da década de 20 se estabeleceriam no estado de São Paulo outras colônias letãs, no que hoje são os municípios de Pariquera-Açú, Corumbataí, Nova Europa e São José dos Campos. Na promoção da imigração letã no estado teve papel importante o fazendeiro e médico piracicabano Carlos Botelho, que foi secretário de agricultura durante o governo de Jorge Tibiriçá, entre 1904 e 1908 e coordenou, com auxílio de letões já estabelecidos no Brasil, a migração dos colonos que estavam no sul e a vinda de outros da Europa. 

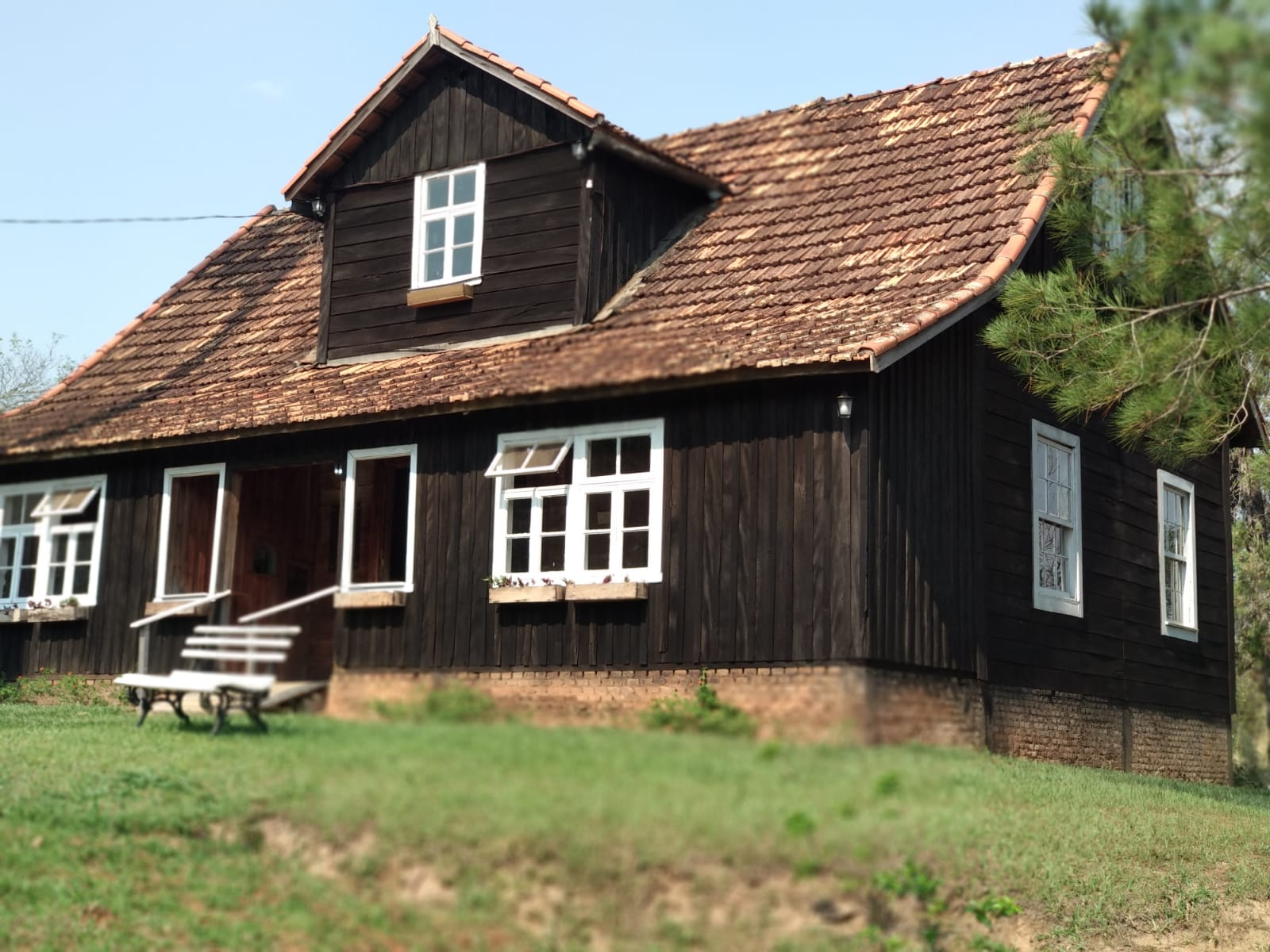
Uma das construções de arquitetura típica letã encontradas no distrito.

### A colônia de Varpa
Numericamente, a colônia mais importante foi a estabelecida em Varpa (Vārpa - 'espiga' , em letão), hoje distrito de Tupã, oeste paulista. Ela foi fundada em novembro de 1922, por um grupo de imigrantes membros de uma igreja batista, e liderados pelo pastor João Inkis, que se estabeleceram no Brasil buscando exercer a liberdade religiosa que viam coibida pelas autoridades bolcheviques após a Revolução de outubro de 1917. Mais de 2000 imigrantes deram origem a uma comunidade organizada em torno a uma cooperativa (a Corporação Evangélica Palma) e das igrejas batistas locais ( cuja sede teria chegado a estar, naquela época, entre as maiores da América do Sul, com espaço para 1000 fiéis sentados), e que falou majoritariamente no seu idioma nativo até a campanha de nacionalização do Estado Novo, na década de 30. Com o passar do tempo e as mudanças econômicas causadas pela instabilidade do modelo de exploração de cultivos comerciais aos quais os imigrantes tiveram que se submeter, muitos dos seus filhos se mudaram para os capitais, em busca de profissionalização, ou no caso de várias mulheres, para trabalhar como governantas e domésticas em casas de famílias da elite paulista. Os recursos que enviavam contribuíram para a manutenção de suas famílias e da comunidade, bem como para a melhoria técnica das estruturas produtivas da colônia.  Apesar da redução populacional a comunidade ainda abriga cerca de 800 habitantes.
Várias das edificações do período, construídas segundo a arquitetura típica letã, ainda se conservam. Também são herança da cultura dos imigrantes vários tipos de defumados e geleias ainda produzidos no lugar por seus descendentes. Também são realizadas feiras para demonstrar o artesanato e a culinária locais.
O documentário Coragem é Ter Fé – A Trajetória dos Imigrantes Letos de Varpa (dirigido por Robson Luís Moreno e produzido por tupãenses) conta a história desses primeiros imigrantes no distrito do município de Tupã. O local também conta com o Museu Histórico Janis Erdberges, fundado em 1980 e que conta com um acervo que registra a história da comunidade.
Cabe registrar também que migrantes dessa colônia, em particular a família Grinberg, foram os fundadores de Monte Verde (tradução desse sobrenome), distrito de Camanducaia, Minas Gerais.

## Algumas personalidades brasileiras de ascendência letã
A família Kopenhagen, composta pelo casal David e Anna e vinda da Letônia, se estabeleceu na capital paulista e fundou em 1928 a empresa de chocolates homônima, que se tornou uma das maiores do país e foi adquirida em 2023 pela multinacional suíça Nestlé.
- Adolfo Stern: arquiteto, engenheiro e professor radicado em Porto Alegre. Entre suas obras se destaca o Prédio Força e Luz.[21]
- Donald Schause: fundador da Perkons (-trovão- em letão), empresa criadora da lombada eletrônica.[22][23][24][25]
- Ed Kivitz: pastor e téologo batista, defensor do acolhimento de homossexuais na igreja.[26][22]
- Guilherme Butler (Vilis Butlers): professor e explorador. Nomeado lente de inglês e alemão no Ginásio Paranaense, explorou várias regiões do Brasil, com destaque para a Amazônia.[27]
- Helena Samara (nome artístico de Lia Kalne): atriz e dubladora, conhecida por dar voz a personagens como Vilma, dos Flintstones e Dona Clotilde, de Chaves.[28]
- Laura Rizzotto: cantora nascida no Rio de Janeiro. Representou a Letônia no Festival Eurovisão de 2018.[29]
- Nilson Klava: jornalista da TV Globo. Em 2018 se tornou o mais jovem repórter a assinar uma matéria no Fantástico, quando contava então com 23 anos.[22][30]
- Reynaldo Purim: pastor batista e professor no Seminário Batista do Sul.[31][32]
- Stanislavs Ladusãns: padre jesuíta e filósofo. Ocupou a cadeira 36 da Academia Brasileira de Filosofia.[33][34]